# Дурбський край
Дурбський край (латис. Durbes novads) — адміністративно-територіальна одиниця Латвійської Республіки. Розташований у західній частині країни, в історичному регіоні Курляндія. Адміністративний центр — Лієгі. Створений 2009 року. Площа — 320,7 км². Населення — 3264 осіб (2013). До складу краю входять 1 місто і 4 волості.

## Населення
Національний склад краю за результатами перепису населення Латвії 2011 року.
| Національність | К-сть | % |
| -------------- | ----- | - |